# Солоново (станция)
Солоново — железнодорожная станция Приволжской железной дороги в хуторе Солоново в Новоаннинском районе Волгоградской области.

## Движение по станции
По состоянию на январь 2021 года через станцию курсируют следующие поезда:
| Обращение пригородных поездов | Обращение пригородных поездов | Обращение пригородных поездов | Обращение пригородных поездов |
| № поезда                      | Маршрут движения              | № поезда                      | Маршрут движения              |
| ----------------------------- | ----------------------------- | ----------------------------- | ----------------------------- |
| 6517                          | Арчеда — Урюпино              | 6518                          | Урюпино — Арчеда              |